# Sportsklubben Rollon
Lo Sportsklubben Rollon è una società calcistica norvegese con sede nella città di Ålesund. Milita nella 4. divisjon, quinto livello del campionato norvegese.

## Storia
Il Rollon fu fondato nel 1914 e militò nella massima divisione norvegese dal 1937 al 1948.